# Przymiarki (Bukowno)
Przymiarki – zachodnia część miasta Bukowno w jego północno-zachodniej części, w województwie małopolskim, w powiecie olkuskim. Rozpościera się wzdłuż ulicy Przymiarki. Znajduje się tu przystanek kolejowy Bukowno Przymiarki.
Dawniej część wsi Bukowno-Wieś w gminie Bolesław; w latach 1954–1959 w gromadzie Bukowno. Od 31 grudnia 1959 do końca 1972 roku w gromadzie Wodąca. W 1971 roku Przymiarki liczyły 126 mieszkańców i stanowiły sołectwo w gromadzie Wodąca.
Od 1 stycznia 1973 do 31 stycznia 1977 ponownie w gminie Bolesław; od 1 lutego 1977 w wiejskiej gminie Bukowno. 2 kwietnia 1991 ponownie w gminie Bolesław. Trzy dni później, 5 kwietnia 1991, wraz ze Starym Bukownem włączone do miasta Bukowna.